# Radio digital en el Reino Unido

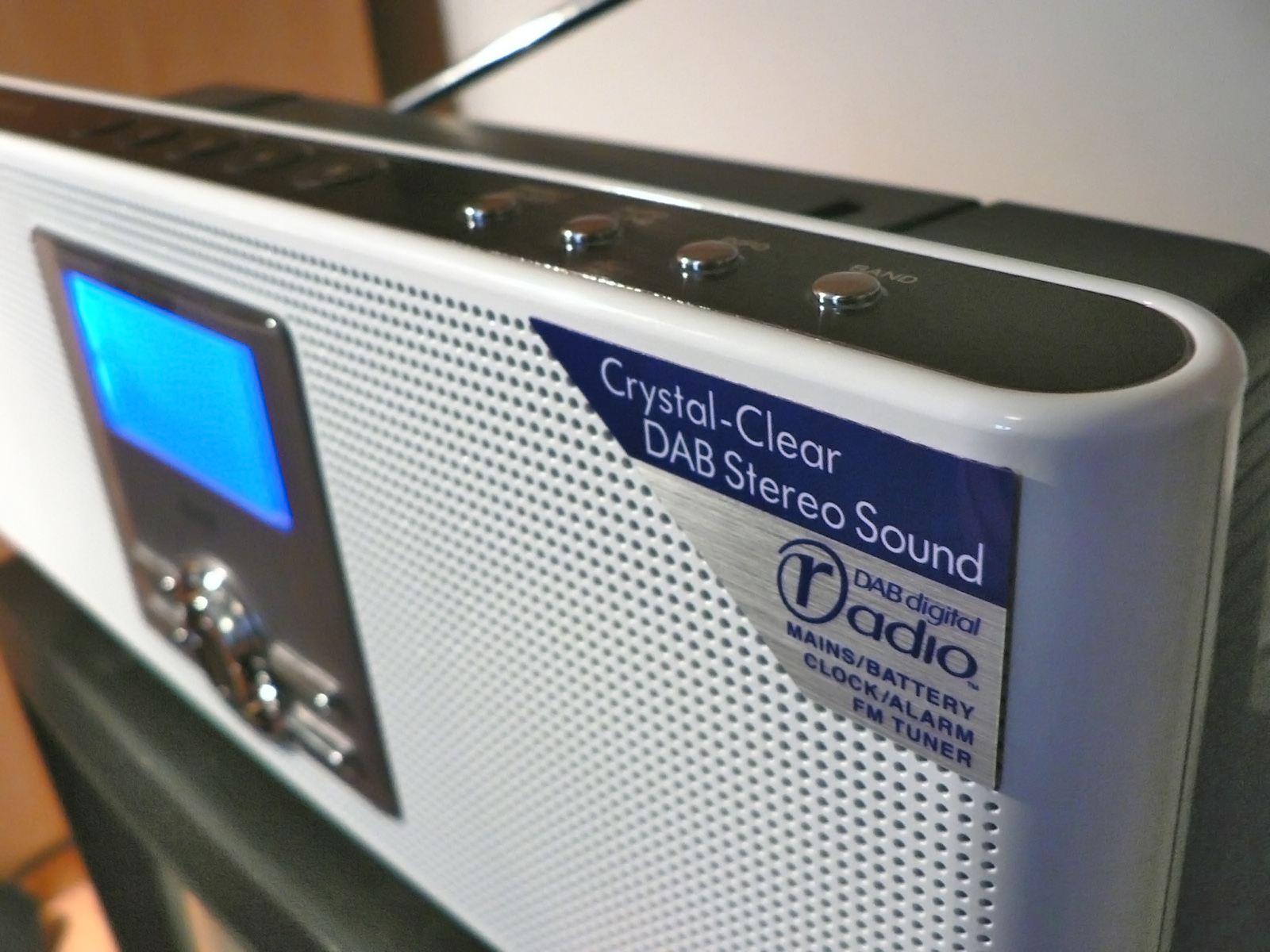
Un típico receptor de radio digital DAB con el logotipo de marketing de radio digital DAB de la Oficina de Desarrollo de la Radio Digital.

En el Reino Unido, el despliegue de la radio digital ha ido avanzando desde que la BBC inició las transmisiones de prueba de ingeniería en 1990, seguidas de un lanzamiento público en septiembre de 1995. En la actualidad, el Reino Unido cuenta con una de las mayores redes de radio digital del mundo, con unos 500 transmisores, tres conjuntos DAB nacionales, un conjunto DAB regional, 48 conjuntos DAB locales y un número cada vez mayor de pequeños conjuntos DAB que emiten más de 250 emisoras de radio comerciales y 34 de la BBC en todo el Reino Unido. En Londres ya hay más de 100 emisoras digitales diferentes. Además de DAB y DAB+, en el Reino Unido también se emiten emisoras de radio en la plataforma de televisión digital, así como radio por Internet. Los operadores y emisoras de radio digital necesitan una licencia de radiodifusión del regulador de medios británico Ofcom para emitir.
A largo plazo se producirá el paso de la radio analógica a la digital, cuando cesen los servicios de AM y FM. El Gobierno ha fijado criterios sobre la cobertura y proporción de escucha digital antes de que esto ocurra. En 2018 se cumplió el criterio de más del 50% de escucha de radio digital, lo que ahora obligará al Gobierno británico a revisar la radio digital con vistas a una posible conversión. Ese mismo año, la BBC declaró que mantendría parte de la radio FM en un futuro previsible.
En el Reino Unido, las emisoras de radio y la industria de la radiodifusión promueven la radio digital bajo la premisa de que ofrece una calidad de sonido superior a la AM, una mayor oferta de emisoras de radio, es más fácil de usar y es resistente a las interferencias a las que son susceptibles otros medios de radiodifusión. Por otro lado, los críticos afirman que la cobertura aún no es suficiente y la calidad puede ser inferior a la de la FM.
En el Reino Unido, el 65,8% de todas las horas de escucha de radio en el tercer trimestre de 2021 se realizaron a través de plataformas digitales, con DAB representando la mayor parte de las escuchas de radio digital (65,3% de las escuchas de radio digital). En el primer trimestre de 2020, el 66,7% de los británicos mayores de 15 años afirmaron tener acceso a un aparato de radio DAB en casa.

## Radiodifusión de audio digital
Las transmisiones experimentales del estándar DAB Eureka 147 desde la estación transmisora de Crystal Palace por parte de la BBC comenzaron en 1990. con transmisiones permanentes que cubrían Londres en septiembre de 1995. Con la expansión de su red de frecuencia única en la primavera de 1998, el conjunto nacional de la BBC estaba disponible para el 65% de la población del Reino Unido en 2001, para el 85% en 2004y para el 96,4% en 2015.Las transmisiones DAB+ a tiempo completo comenzaron en 2016.
La Ley de Radiodifusión de 1996 permitió la introducción de conjuntos comerciales nacionales, regionales y locales en el Reino Unido.
La primera licencia de conjunto nacional para DAB de la Autoridad de Radio se anunció en 1998 y un solicitante pidió la licencia. La licencia se concedió a GWR Group y NTL Broadcast, que desde el lanzamiento pasaron a llamarse Arqiva. Las dos empresas formaron el conjunto Digital One, que comenzó a emitir el 15 de noviembre de 1999. El conjunto Digital One ha crecido y actualmente está disponible para más del 90% de la población del Reino Unido, aunque un informe de Ofcom sobre la radio digital en 2015 sitúa la cobertura sólida de los hogares en el 89,8% del Reino Unido.

### Crecimiento y beneficios de la DAB en el Reino Unido

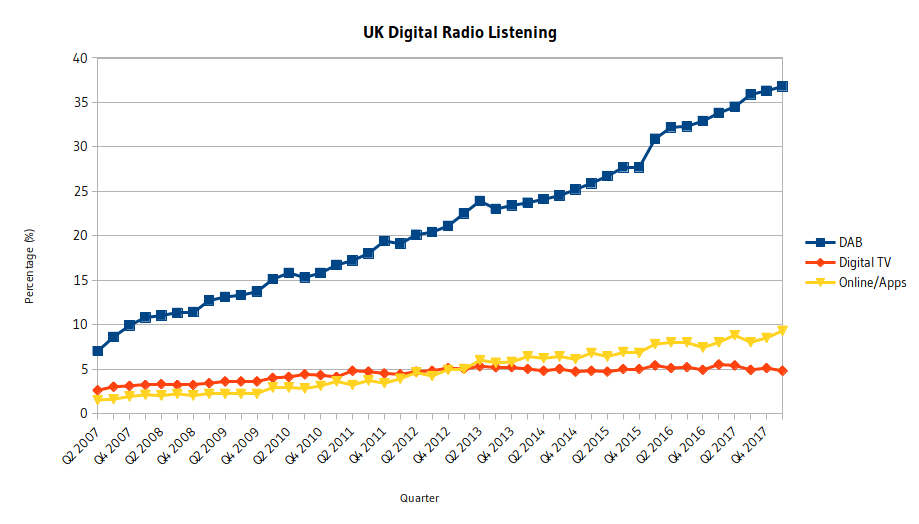
Gráfico que muestra la cuota de escucha de las plataformas de radio digital del Reino Unido: DAB(+), televisión digital y en línea a través de un dispositivo o una aplicación para smartphone/tableta.

En el Reino Unido, la adopción de la DAB ha aumentado desde el lanzamiento del conjunto nacional DAB de la BBC en 1995. Los precios más bajos, las nuevas emisoras de radio y el marketing han aumentado la aceptación de la radio DAB en el Reino Unido. Las radios digitales se vendieron por primera vez como radios de coche en 1997, con un precio de unas 800 libras, y dos años más tarde salieron a la venta sintonizadores de alta fidelidad que costaban hasta 2.000 libras. En 2001, Digital One invirtió en Frontier Silicon para producir un nuevo chip de procesamiento que permitiera fabricar radios portátiles más baratas. Roberts Radio, Goodmans y, en 2002, la galardonada serie de radios Evoke de Pure Digital rompieron la barrera de los 100 euros y, desde entonces, la adopción de DAB ha ido en aumento.

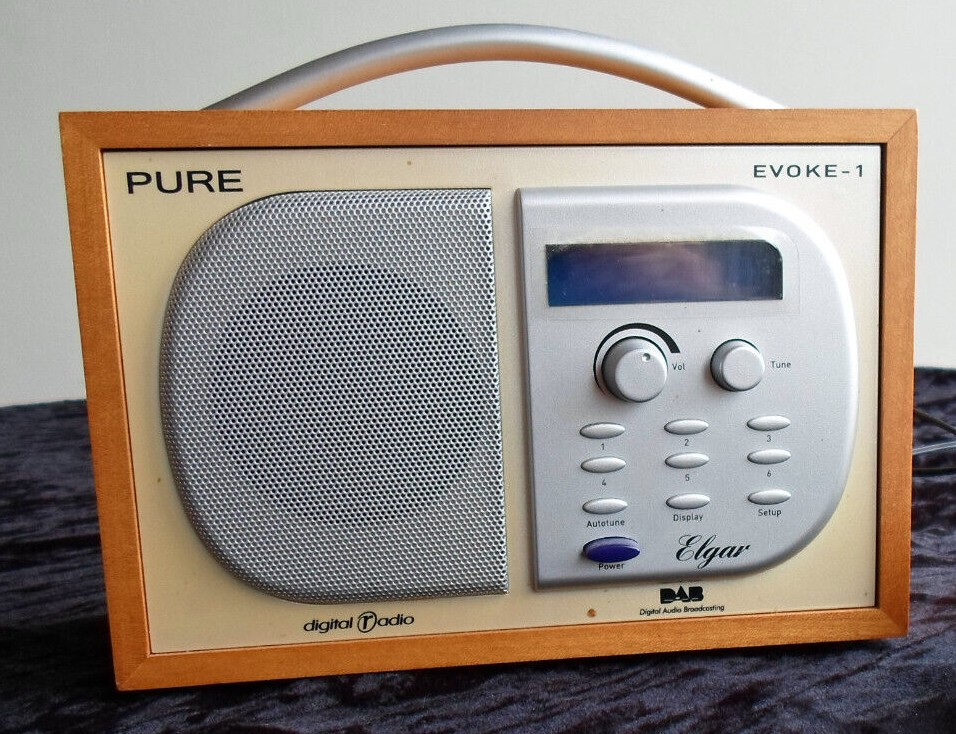
El Pure Evoke-1 de 2002 impulsó el crecimiento del DAB entre los consumidores

La BBC y otros organismos de radiodifusión DAB han fomentado su adopción promocionando en sus folletos de venta una serie de características que son nuevas o mejoran la tecnología anterior. La ventaja de DAB es que, gracias al uso de la tecnología de multiplexación y codificación, las emisoras como la BBC y EMAP han podido lanzar emisoras de radio digitales exclusivas junto con sus emisoras de radio analógicas. Las emisoras también afirman que DAB ofrece una mejor recepción, sin los problemas de interferencias que son más notables en la radio analógica. Las radios DAB también incluyen funciones como listas de emisoras, para que los oyentes no tengan que resintonizar sus receptores, así como texto desplazable, que proporciona información como noticias de última hora, información sobre viajes o las últimas canciones.
DAB también se ha comercializado con dos grandes ventajas sobre la radiodifusión analógica: al utilizar la tecnología de compresión de audio con pérdidas MPEG-1 Audio Layer II y, más recientemente, DAB+, que utiliza High-Efficiency Advanced Audio Coding, se descartan partes del espectro de audio que no pueden ser escuchadas por los humanos, lo que significa que hay que enviar menos datos por el aire. Esto, junto con la tecnología de multiplexación, permite emitir varios canales a la vez en una misma frecuencia, a diferencia de las emisiones analógicas de radio.
Los conjuntos DAB nacionales, locales y regionales utilizan la misma frecuencia para la zona que cubren. Utilizando una red de frecuencia única, un conjunto que emita varias emisoras puede cubrir la misma zona que varias frecuencias VHF que serían necesarias para cubrir la misma zona para una emisora. La BBC realizó con éxito pruebas de una red de frecuencia única en Londres antes de lanzar su conjunto DAB nacional.

### Críticas a los operadores de múltiplex DAB
En algunos casos, el DAB ofrece una calidad de audio peor que la FM, quizá debido a la codicia de los operadores de multiplexación, que desean crear más servicios con el mismo ancho de banda utilizando velocidades de bits muy bajas. En 2020, la mayoría de las emisoras comerciales utilizan sólo 32-64 kbps (DAB+ con códec HE-AAC), mientras que las emisoras que mantienen el antiguo estándar DAB (MP2) han cambiado a mono con 64-80 kbps. Se considera que una tasa de bits de 256 kbps (MP2) proporciona una señal de radiodifusión estéreo de alta calidad. Las tasas de bits utilizadas por las emisoras de radio por cable y satélite suelen ser más altas. Muchas transmisiones de radio por Internet también utilizan tasas de bits bajas, pero con MP3 en lugar de MP2, lo que proporciona una mejor calidad de audio con el mismo ancho de banda reducido (tasa de bits). Por otro lado, una encuesta de Ofcom, que se realizó debido a las numerosas respuestas a la consulta que citaban la mala calidad de la DAB, reveló que el 94% de los oyentes de DAB pensaban que la DAB era al menos tan buena como la FM.
En 2006, Ofcom estimó que incluso después de que se haya asignado espectro adicional a DAB, alrededor de 90 emisoras de radio locales no podrán transmitir en DAB, ya sea porque no hay espacio para ellas en un multiplex DAB local, o porque no pueden pagar los altos costes de transmisión de DAB que cobran los operadores de multiplex. Ofcom anunció en 2005 que consideraba la Radio Digital Mondiale (DRM) como una opción para las emisoras locales que no pueden asegurar el transporte o que no pueden pagar los altos costes de transmisión de DAB.
El 24 de enero de 2009, Ofcom autorizó a los minoristas de electrodomésticos a obtener una licencia para retransmitir señales DAB dentro de sus tiendas con el fin de hacer demostraciones de aparatos de radio DAB. La organización benéfica británica Which? advirtió de que los consumidores que no obtuvieran una señal DAB adecuada podrían ser engañados por los aparatos instalados en las tiendas. La Oficina de Desarrollo de la Radio Digital respondió al informe de Which? afirmando que las tiendas contienen una estructura de acero que produce un efecto de jaula de Faraday que bloquea las señales DAB. La DRDB recomendó a los consumidores que comprobaran la cobertura DAB en línea con su código postal antes de comprar una radio DAB para evitar decepciones.
El 24 de noviembre de 2010, varios operadores de radio comerciales se negaron a emitir un anuncio promocionando la DAB, y uno de ellos declaró que sería "fundamentalmente inmoral y deshonesto" hasta que la cobertura de la DAB igualara a la de la FM. Los ejecutivos de la radio comercial han argumentado que la BBC debería asumir la mayor parte del coste de la expansión de la red DAB por todo el Reino Unido.

### DAB+

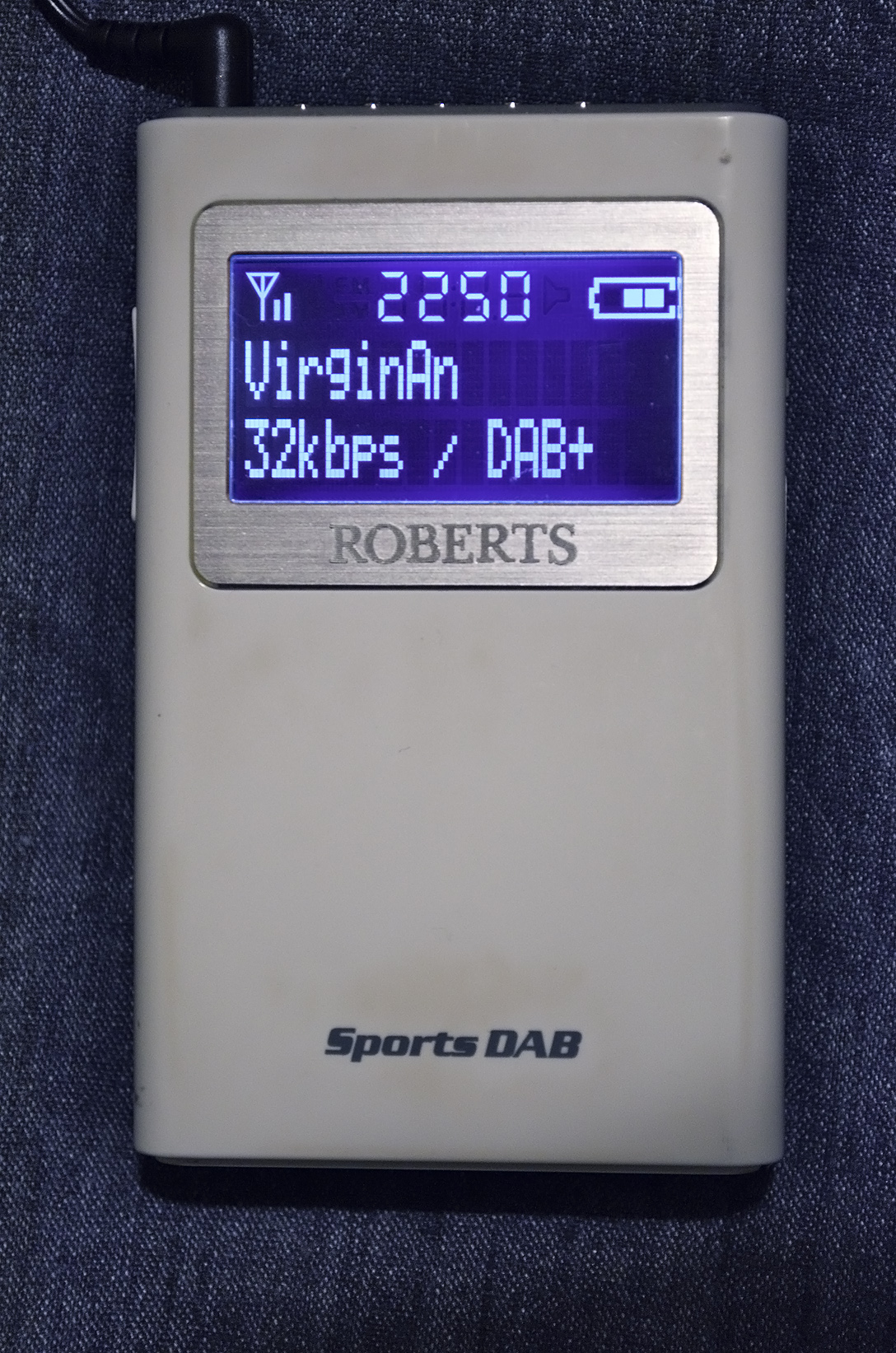
Una transmisión DAB+ de Virgin Radio Anthems en el múltiplex Sound Digital del Reino Unido, recibida por una radio compatible.

DAB+ es una actualización importante de DAB. No es compatible con versiones anteriores. La principal diferencia es el uso del HE-AAC, más eficiente, que duplica el número de emisoras hasta unas 20 en un ramo. La mayoría de los países europeos adoptaron rápidamente el DAB+ entre 2015 y 2019. Antes solo se había vendido un pequeño número de receptores solo DAB que quedaron inservibles. En el Reino Unido, con el temprano éxito del DAB, la situación es diferente. En 2020, alrededor de la mitad de las emisoras utilizarán DAB+, en su mayoría nuevos servicios, mientras que la BBC y las grandes emisoras comerciales seguirán utilizando el antiguo estándar DAB. DAB+ se probó por primera vez en el Reino Unido en 2013 antes de que se lanzaran los servicios regulares en 2016. El Gobierno del Reino Unido había descartado previamente cualquier transición de DAB a DAB+ en un futuro próximo, una decisión respaldada por la industria de la radio y el Ministerio de Cultura, Medios de Comunicación y Deporte. El director ejecutivo de la DRDB, Tony Moretta, se sumó a los llamamientos de la industria de la radio y los expertos para no adoptar DAB+ en el Reino Unido. En una entrevista concedida al sitio web TechRadar en 2009, afirmó que el DAB+ era una "pista falsa" y que es posible que no se introduzca en el Reino Unido en un futuro próximo debido al creciente número de aparatos de radio digital que se venden actualmente y que se utilizarán en el futuro y que no pueden descodificar y, por tanto, acceder a las emisoras DAB+.El analista de radio independiente Grant Goddard también afirmó que la decisión de no adoptar el DAB+ era una decisión económica tanto para la industria como para los consumidores.
A pesar de la oposición transmitida al Gobierno en relación con la introducción de DAB+ en el Reino Unido por parte de la industria y los expertos, Ofcom comenzó a probar DAB+ en el conjunto Brighton Experimental en enero de 2013 durante un periodo de un mes.En marzo de 2014, la BBC anunció que realizaría una prueba de DAB+ en el Reino Unido a finales de añoy el 1 de septiembre de 2014, Folder Media comenzó una prueba de cuatro meses de DAB+ en el conjunto North East Wales y West Cheshire.
A principios de 2016, dos nuevas emisoras lanzaron servicios DAB+ en el múltiplex de prueba de Portsmouth. Sound Digital, operadores de uno de los múltiplex nacionales, lanzó tres servicios DAB+ de emisión a tiempo completo el 29 de febrero de 2016.Desde entonces, varias emisoras se han lanzado en DAB+ o han cambiado de DAB a DAB+. En septiembre de 2016, había más de 30 emisoras DAB+ emitiendo en el Reino Unido.En marzo de 2017, el múltiplex de Brighton se convirtió en el primero del Reino Unido en emitir únicamente DAB+.
El Departamento de Cultura, Medios de Comunicación y Deporte publicó las especificaciones mínimas para los receptores de radio digital en el Reino Unido en febrero de 2013, que establece que un receptor vendido en el Reino Unido debe ser capaz de decodificar un flujo DAB + de hasta 144 unidades de capacidad.Las radios deben soportar DAB + para recibir la marca de verificación digital.Sin embargo, esto no es obligatorio y muchos minoristas continúan vendiendo receptores DAB que no soportan DAB +.

### Plan de frecuencias DAB
Las emisoras de radio DAB del Reino Unido emiten en varios bloques de frecuencias de la banda III de VHF. El plan original ideado en Wiesbaden para el marco de DAB en Europa consistía en asignar los bloques de frecuencias 11B a 12D para la radiodifusión DAB del Reino Unido. Sin embargo, como parte de su Revisión de la Radio, Ofcom ha ampliado las asignaciones de frecuencias para DAB y ha anunciado licencias de conjuntos locales y nacionales en bloques fuera del plan original de Wiesbaden en 10B a 10D y 11A. El bloque 5A también se ha reservado para el lanzamiento de conjuntos locales. En 2015, se abrieron bloques adicionales para pruebas DAB a pequeña escala durante un período inicial de nueve meses.Ofcom reiteró el uso de una serie de bloques de frecuencias entre 7D y 9C para cualquier despliegue futuro de multiplexores DAB a pequeña escala en su informe final relativo a los multiplexores DAB a pequeña escala publicado en septiembre de 2016. Las primeras licencias permanentes de DAB a pequeña escala se anunciaron durante 2021 con la adjudicación de las licencias de prueba a los licenciatarios de prueba.

#### Reino Unido
| VHF Banda III sub-banda | Bloque | Frecuencia  | Inglaterra                                                     | Gales                                        | Escocia                         | Irlanda del Norte               |
| ----------------------- | ------ | ----------- | -------------------------------------------------------------- | -------------------------------------------- | ------------------------------- | ------------------------------- |
| 1                       | 5A     | 174.928 MHz | Conjuntos locales (no se utilizan actualmente)                 | Ninguno                                      | Ninguno                         | Ninguno                         |
| 2                       | 7D     | 194.064 MHz | DAB a pequeña escala                                           | DAB a pequeña escala                         | DAB a pequeña escala            | DAB a pequeña escala            |
| 2                       | 8A     | 195.936 MHz | DAB a pequeña escala                                           | DAB a pequeña escala                         | DAB a pequeña escala            | DAB a pequeña escala            |
| 2                       | 8B     | 197.648 MHz | DAB a pequeña escala                                           | DAB a pequeña escala                         | DAB a pequeña escala            | DAB a pequeña escala            |
| 2                       | 9A     | 202.928 MHz | DAB a pequeña escala                                           | DAB a pequeña escala                         | DAB a pequeña escala            | DAB a pequeña escala            |
| 2                       | 9B     | 204.640 MHz | DAB a pequeña escala                                           | DAB a pequeña escala                         | DAB a pequeña escala            | DAB a pequeña escala            |
| 2                       | 9C     | 206.352 MHz | DAB a pequeña escala                                           | DAB a pequeña escala                         | DAB a pequeña escala            | DAB a pequeña escala            |
| 3                       | 10B    | 211.648 MHz | Conjuntos locales; DAB a pequeña escala                        | DAB a pequeña escala                         | DAB a pequeña escala            | DAB a pequeña escala            |
| 3                       | 10C    | 213.360 MHz | Conjuntos locales                                              | Ninguno                                      | Ninguno                         | Ninguno                         |
| 3                       | 10D    | 215.072 MHz | Conjuntos locales; DAB a pequeña escala                        | Conjuntos locales; DAB a pequeña escala      | Ninguno                         | Ninguno                         |
| 3                       | 11A    | 216.928 MHz | Sonido Conjunto digital                                        | Sonido Conjunto digital                      | Sonido Conjunto digital         | Sonido Conjunto digital         |
| 3                       | 11B    | 218.640 MHz | Conjuntos locales                                              | Ninguno                                      | Conjuntos locales               | Ninguno                         |
| 3                       | 11C    | 220.352 MHz | Conjuntos locales; DAB a pequeña escala                        | Ninguno                                      | Conjuntos locales               | DAB a pequeña escala            |
| 3                       | 11D    | 222.064 MHz | Conjunto Digital One                                           | Conjunto Digital One                         | Conjuntos locales y regionales  | Conjunto Digital One            |
| 3                       | 12A    | 223.936 MHz | Conjuntos locales                                              | Conjuntos locales (excepto Gales Occidental) | Conjunto Digital One            | Ninguno                         |
| 3                       | 12B    | 225.648 MHz | Conjunto DAB nacional de la BBC                                | Conjunto DAB nacional de la BBC              | Conjunto DAB nacional de la BBC | Conjunto DAB nacional de la BBC |
| 3                       | 12C    | 227.360 MHz | Conjuntos locales (excepto la costa sur)                       | Conjuntos locales                            | Conjuntos locales               | Ninguno                         |
| 3                       | 12D    | 229.072 MHz | Conjuntos locales (excepto la costa sur); DAB a pequeña escala | Conjuntos locales                            | Conjuntos locales               | Conjuntos locales               |

#### Dependencias de la Corona
El plan de frecuencias y el uso de DAB para las dependencias de la corona de las Islas del Canal y la Isla de Man están coordinados y administrados por el regulador de medios de comunicación del Reino Unido, Ofcom. El conjunto de la Isla de Man recibe una licencia de radiodifusión de la Autoridad Reguladora de Comunicaciones y Servicios Públicos.
| Subbanda VHF Banda III | Bloque | Frecuencia | Islas del Canal           | Isla de Man               |
| ---------------------- | ------ | ---------- | ------------------------- | ------------------------- |
| 3                      | 11C    | 220.352MHz | Ninguno                   | Conjunto local            |
| 3                      | 12A    | 223.936MHz | Conjunto local            | Ninguno                   |
| 3                      | 12B    | 225.648MHz | BBC Conjunto nacional DAB | BBC Conjunto nacional DAB |

#### Banda L
En virtud de un plan de Maastricht de 2002, el Reino Unido también tiene asignaciones de banda L para DAB terrestre local,aunque no hay planes para emitir ninguna emisora de radio digital en banda L. Ofcom subastó espectro en banda L en 2008 para varios usos, incluida la radio digital terrestre. Ofcom subastó espectro en banda L en 2008 para diversos usos, incluida la radio digital terrestre. El 16 de mayo de 2008, Ofcom declaró que Qualcomm UK Spectrum Ltd había ganado la subasta de frecuencias de banda L en el Reino Unido.

#### DAB nacional de la BBC
El conjunto nacional DAB de la BBC emite en el bloque de frecuencias 12B (225,648 MHz) en todo el Reino Unido, con una cobertura actual del 96,4% de los hogares británicos.El múltiplex es propiedad de la BBC y está gestionado por ella, y se transmite desde una serie de emplazamientos de transmisión repartidos por todo el país. El múltiplex nacional de la BBC sólo transmite emisoras de radio nacionales de la BBC. Las emisoras de radio locales de la BBC se emiten en el conjunto DAB local correspondiente donde operan licencias DAB comerciales.

#### Múltiplex DAB comerciales
En el Reino Unido hay una serie de operadores de multiplex DAB comerciales que gestionan 48 multiplex DAB locales y regionales en todo el Reino Unido. Entre los operadores se encuentran los dos operadores nacionales, Digital One y Sound Digital, así como operadores de multiplex locales como NOW Digital, Bauer Media Group, Wireless Group, Switch Digital y MuxCo. Los conjuntos locales y regionales cubren el 77,8% de los hogares británicos.

#### Multiplexores DAB a pequeña escala
Cada vez son más los multiplex DAB de pequeña escala que emiten en diversas zonas del Reino Unido. De lo que comenzó con diez múltiplex de prueba (Londres, Manchester, Glasgow, Birmingham, Bristol, Portsmouth, Norwich, Brighton, Cambridge y Aldershot) con una duración inicial de nueve meses, se prorrogó hasta marzo de 2020 por Ofcom a petición del Departamento de Cultura, Medios de Comunicación y Deporte. En marzo de 2020, las licencias de prueba se prorrogaron de nuevo hasta diciembre de 2021. Los múltiplex de prueba han sido sustituidos en su mayoría por licencias permanentes concedidas por Ofcom. Hasta el 6 de octubre de 2023 se habían identificado más de 230 áreas para licencias SSDAB a lo largo de seis rondas de concesión.

## Televisión digital terrestre

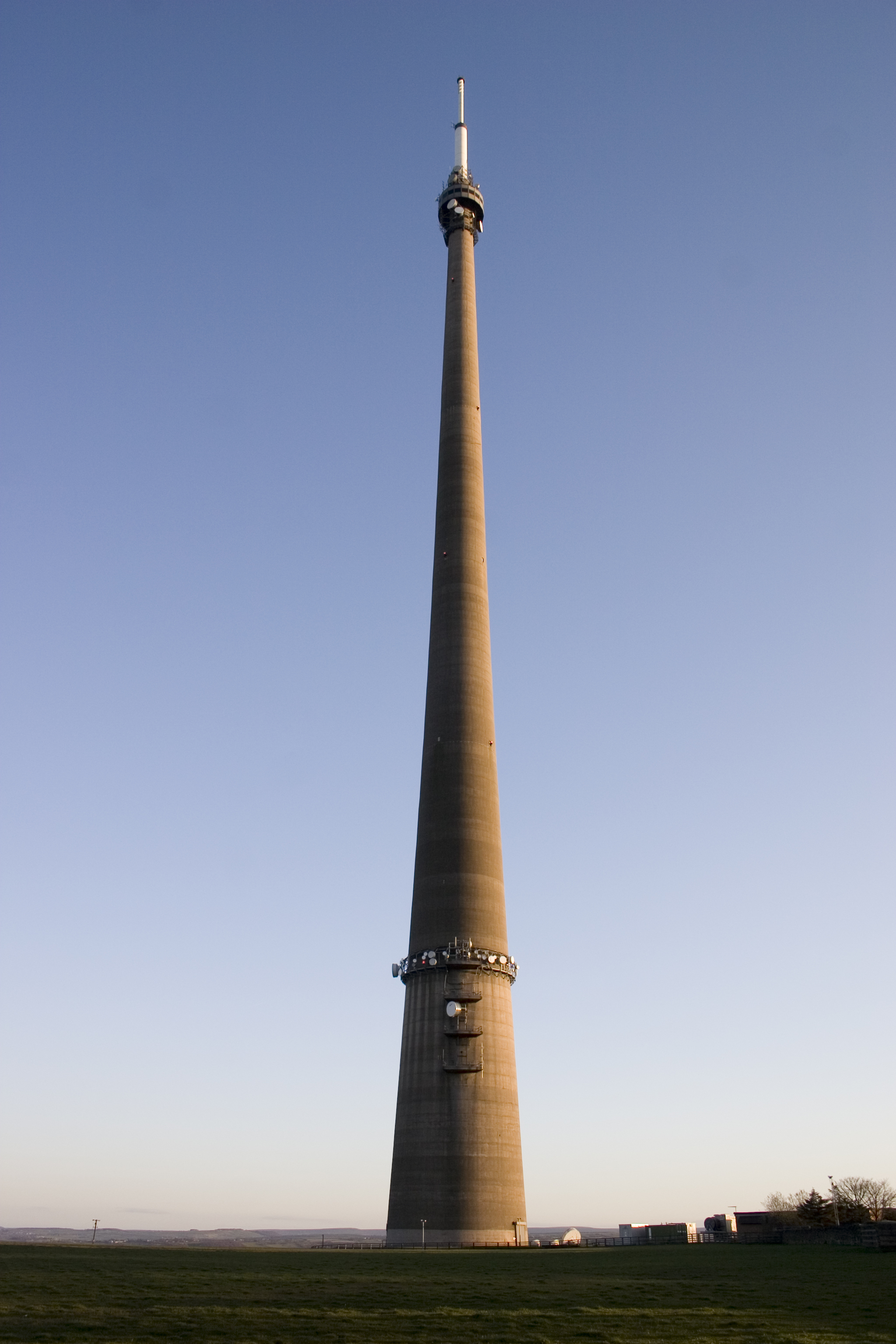
Transmisores como el de Emley Moor (en la foto) emiten radio digital vía DAB y televisión digital terrestre

La radio digital en la plataforma digital terrestre comenzó el 30 de octubre de 2002 con el lanzamiento de los servicios de radio sólo digital de la BBC, BBC 1Xtra, BBC Five Live Sports Extra, BBC 6 Music, BBC 7 y BBC Asian Network, así como las emisoras ya existentes BBC Radio Five Live y BBC World Service. Todas las emisoras emiten en el múltiplex B de la BBC.
El mismo día, EMAP Radio (ahora propiedad de Bauer Radio) lanza tres emisoras de radio: Smash Hits, Kerrang! y Kiss. También se lanzaron otras dos emisoras de radio comerciales, oneword y Jazz FM.
Más tarde, el 14 de febrero de 2003, la BBC lanzó BBC Radio 1, Radio 2, Radio 3 y Radio 4 FM en el múltiplex A.Estos canales se trasladaron posteriormente al múltiplex 1 el 3 de octubre de 2007.
En mayo de 2022, la plataforma digital terrestre contaba con 28 emisoras de radio que emitían a nivel nacional desde emisoras como la BBC, Bauer Radio, Global Radio y Wireless Group, así como numerosas emisoras locales de la BBC.

## Radio digital por satélite
Existen emisoras de radio que emiten vía satélite para el Reino Unido, pero están dirigidas a usuarios domésticos para su reproducción a través de sus televisores, ya que estos mismos satélites se utilizan también para la emisión de televisión y suelen emplear la serie de satélites Astra de SES a 28,2º Este o el satélite Eutelsat 28A a 28,5º Este. Las emisoras de radio emiten en abierto a través de las plataformas Sky Digital, Freesat de Sky y cualquier descodificador compatible con DVB-S. La plataforma Freesat tiene en la EPG todas las emisoras de radio digitales nacionales y regionales de la BBC, así como BBC London 94.9 desde su lanzamiento el 6 de mayo de 2008.
WorldSpace estaba planeando un servicio de radio digital por satélite por suscripción en las frecuencias superiores de la banda L,sin embargo, Qualcomm venció a WorldSpace en 2008, asegurándose las frecuencias de la banda L en el proceso de subasta de Ofcom.

## Televisión digital por cable
Varias emisoras de radio digital también emiten a través de plataformas de cable digital, como Virgin Media y WightFibre.

## Radio por Internet
En el Reino Unido, más de 350 emisoras de radio británicas también emiten sus emisoras en línea, sin incluir las emisoras con licencia de servicio restringido, las emisoras de radio hospitalaria y las emisoras que solo emiten en línea. En total, unas 2600 emisoras del Reino Unido emiten en línea.
En 2011, la BBC y los operadores de radio comerciales lanzaron RadioPlayer, que permite escuchar más de 400 emisoras de radio a través de su sitio web y sus aplicaciones. Además, varias emisoras de radio y terceros permiten el streaming de emisoras de radio por Internet a través de sus propios sitios web y aplicaciones. Varias empresas británicas, como BT Group, Reciva, Pure Digital, Roberts Radio y Acoustic Energy, han lanzado dispositivos de radio por Internet que utilizan la señal Wi-Fi de un router para transmitir emisoras de radio por Internet dentro del alcance de un router Wi-Fi Desde la segunda mitad de la década de 2010, los altavoces inteligentes han ganado popularidad como dispositivo para escuchar servicios de radio digital en directo y a la carta.
RAJAR informó de que, en el periodo comprendido entre octubre de 2016 y febrero de 2017, el 6 % de la radio de la BBC y el 8 % de la radio comercial se escucha en línea y a través de apps.

### Emisión 5G
La BBC está probando la radiodifusión 5G en las Islas Orcadas con el fin de proporcionar una plataforma de radio digital en todo el Reino Unido y, en particular, en las zonas que será poco probable o nunca cubiertas por DAB a través de la radio existente y la próxima infraestructura de transmisión 5G con la radiodifusión de Protocolo de Internet que se ve como el reemplazo a largo plazo para DAB.Los servicios nacionales de la BBC y el servicio de radio local de la BBC, BBC Radio Orkney, se están entregando a través de una aplicación para teléfonos inteligentes BBC Sounds especialmente adaptada a los participantes en la prueba. La BBC anunció en mayo de 2019 que ampliaría la prueba de radiodifusión 5G en Orkney hasta finales de septiembre de 2019.

### Restricciones legales
En 2006, la Phonographic Performance Limited (PPL) anunció que cobraría derechos de autor adicionales a las emisoras de radio por Internet británicas si emitían fuera del Reino Unido. Las emisoras de radio que emiten en línea, incluidas GCap Media y GMG Radio, han implementado el bloqueo de IP para evitar que los oyentes de fuera del Reino Unido escuchen sus emisoras de radio y, por tanto, han evitado el aumento de los derechos.
En septiembre de 2020, TuneIn perdió un caso judicial presentado por Sony Music y Warner Music Group ante el Tribunal Superior de Justicia del Reino Unido. Como resultado del caso, las emisoras de radio no autorizadas por Ofcom en el Reino Unido ya no pueden mostrarse legalmente en un "servicio de audioguía", ser escuchadas o sintonizadas por un oyente sin pagar un canon.

## Radio Digital Mondiale
Digital Radio Mondiale (DRM - no confundir con Digital Rights Management) estaba siendo considerada por Ofcom para su introducción en Gran Bretaña en 2012, en la actual banda MW (onda media). En la actualidad,[¿cuándo?] las transmisiones se limitan a un pequeño número de emisiones de la BBC y otras emisoras internacionales.
En 2005, Virgin Radio, Classic Gold, Premier Christian Radio, Virgin Radio Classic Rock, Asian Sound y CVC realizaron pruebas de DRM en radio de onda corta desde emisoras europeas que emitían al Reino Unido.
La British Broadcasting Corporation comenzó a emitir el Servicio Mundial de la BBC en radio de onda corta y onda media durante unas horas al díaen toda Europa desde Orford Ness en Suffolk y Kvitsøy en Noruega, este último se podía recibir en toda Inglaterra, Gales y el sur de Escocia.En la actualidad, la BBC emite el Servicio Mundial de la BBC utilizando DRM durante una hora al día desde la estación transmisora de Woofferton en Shropshire.
La BBC realizó una prueba de la tecnología de radio digital mundial (DRM), que le permitió explorar la radio digital utilizando frecuencias de onda media. El ensayo emitió BBC Radio Devon utilizando la nueva tecnología en la zona de Plymouth desde abril de 2007y cerró el 31 de octubre de 2008. En mayo de 2009, la BBC publicó un informe sobre el ensayo en Devon. El informe ofrecía una serie de conclusiones sobre DRM a partir del ensayo:
- La calidad del sonido de la prueba era mejor que la calidad AM, pero no tan buena como la calidad media DAB;[82]
- La cobertura diurna de la prueba de DRM se extendió más allá del servicio AM interrumpido. Sin embargo, el servicio nocturno, como se esperaba que fuera menor que la cobertura diurna debido a las características de la radiodifusión de onda media,[84]causó problemas de interferencias con el ensayo DRM. La BBC declaró que estas interferencias pueden evitarse, pero sólo con un rediseño de la red de transmisión;[85]
- Una red de frecuencia única es posible y sería significativamente robusta.[82]

## Radiodifusión Digital Multimedia
En 2006, National Grid Wireless llevó a cabo una prueba técnica de T-DMB y DAB-IP en el conjunto Stoke & Stafford (antes UTV-EMAP/Bauer Stoke), en la que se evaluaron las cualidades de recepción de ambas tecnologías en zonas urbanas y rurales, así como los servicios de televisión y radio móvil que podían prestarse.
En Londres, en la banda L, y en Cambridge, en la banda III de VHF, se emitía un multiplex DMB experimental para aplicaciones de vídeo, audio y datos, que ya ha cesado.

## Conversión analógica
La Ley de Economía Digital de 2010 establece que el Reino Unido debe prepararse para la conversión digital. El 29 de enero de 2009, el informe provisional del Gobierno británico sobre la comunicación digital para el futuro, elaborado por Lord Carter, Digital Britain, sugería que DAB sería la futura dirección de la radio digital en el Reino Unido. En él se afirma que sólo cuando se cumplan las siguientes condiciones se iniciará la migración de la FM a la DAB:
- Las cifras de escucha de la radio digital alcanzan al menos el 50%.
- La cobertura de la DAB nacional iguala a la de la FM y la DAB local alcanza al 90% de la población y todas las carreteras principales.[91]

El informe provisional original del Grupo de Trabajo de Radio Digital publicado en 2008 especificaba que el umbral del 50% para las cifras de escucha debía basarse en las de DAB. Posteriormente se suavizó para incorporar la escucha a través de cualquier plataforma digital con el fin de facilitar el cumplimiento de los criterios.
En 2010, el Gobierno creó un plan de acción digital que se entregó en noviembre de 2013. El 16 de diciembre de 2013 anunciaron que "ahora no es el momento de comprometerse a una conversión". En enero de 2014 se publicó un informe actualizadoDesde 2010, Ofcom ha elaborado informes anuales sobre la adopción de la radio digital.Posteriormente, en 2018, la BBC declaró que mantendría algunas radios FM en un futuro previsible.
El 17 de mayo de 2018, RAJAR, la empresa de investigación de medición de audiencias de radio del Reino Unido para la industria de la radio del Reino Unido publicó cifras que afirmaban que el Reino Unido había superado el umbral del 50% de la escucha de radio era en plataformas de radio digital, lo que desencadenará que el Gobierno del Reino Unido comience una revisión del progreso de la radio digital y evalúe los planes futuros hacia una potencial conversión digital.

## Solicitud y concesión de licencias
El organismo regulador de medios y comunicaciones del Reino Unido, Ofcom (y antes de la creación de Ofcom, la Autoridad de Radio), anuncia y concede las licencias para los servicios de radio digital en el Reino Unido, en virtud de las Leyes de Radiodifusión de 1990 y 1996.

### Procedimientos de solicitud y concesión de licencias
Ofcom adjudica las licencias de los servicios de radio digital de forma diferente según el tipo de servicio y la plataforma.Ofcom anuncia las licencias de nuevos conjuntos de radio digital y se someten a un concurso abierto al mejor postor. Las licencias de conjuntos se conceden por doce años. Para emitir un servicio en un conjunto DAB, una emisora debe ser titular de una licencia de Servicio de Programas de Sonido Digital de Ofcom.En los servicios de televisión digital, las emisoras individuales pueden solicitar una licencia digital por cable y satélite para emitir en las plataformas mencionadas, o solicitar una licencia digital terrestre para emitir en televisión digital terrestre.
En televisión digital terrestre y DAB, las emisoras también tienen que ponerse en contacto con el operador de un conjunto o multiplex de un conjunto DAB local o nacional o de un multiplex digital terrestre para emitir dentro de una región.
Los operadores de conjuntos DAB tienen tres elementos en las tasas que cobran por los servicios de radioque están sujetos a un plazo fijo mínimo y no incluyen otras posibles tasas puntuales para situaciones como el traslado de la base de operaciones de una emisora a otra ubicación:
| Tasa                                      | Descripción |
| ----------------------------------------- | --- |
| Tasa de transporte                        | Un canon basado en las unidades de capacidad y las horas de emisión que paga un radiodifusor. Cuantas más unidades de capacidad utilice un servicio y más horas emita, mayor será el canon. |
| Tasa de contribución (telecomunicaciones) | Tarifa pagada por la codificación y distribución de una señal de audio al operador del conjunto. Dependiendo del operador del conjunto, esto podría cobrarse a las estaciones a una distancia fuera del área de transmisión o podría cobrarse universalmente.                                        |
| Depósito                                  | Tasa cobrada al inicio del contrato, no reembolsable y utilizada para pagar las tasas del último año del periodo contractual. Dependiendo del operador del conjunto, podría aplicarse a las nuevas empresas o a las empresas sin un largo historial comercial o podría aplicarse de forma universal. |

En el satélite digital, las emisoras de radio tienen que asegurarse la capacidad con un operador de transpondedor y un enlace ascendente a un satélite. Para emitir en la plataforma Sky, una emisora también debe asegurarse un espacio EPG que permita a los espectadores navegar hasta su canal utilizando los descodificadores proporcionados por Sky. El mismo procedimiento se aplica para obtener un espacio en la plataforma Freesat, aunque las cadenas deben ponerse en contacto con Freesat UK Ltd en lugar de con Sky. En el cable digital, las emisoras deben ponerse en contacto con un proveedor de cable para la transmisión. Todas las emisoras que emiten en el Reino Unido deben poseer legalmente una licencia de derechos de autor de música de Phonographic Performance Limited, PRS for Music y Mechanical-Copyright Protection Society para poder pagar los derechos de autor a los músicos que los principales organismos representan.

### Primer conjunto nacional
El 24 de marzo de 1998, la Autoridad de Radio anunció el primer conjunto nacional (y en aquel momento, el único previsto) que se emitiría en DAB. Los tres servicios comerciales nacionales en FM y onda media debían incluirse como parte del conjunto, Classic FM, talkSPORT y Virgin Radio. La licencia se concedió al único solicitante, GWR Group y NTL Broadcast para formar Digital One. La solicitud de licencia original incluía las siguientes emisoras:
| Digital One Ltd (solicitud original) | Digital One Ltd (solicitud original) | Digital One Ltd (solicitud original)        |
| ------------------------------------ | ------------------------------------ | ------------------------------------------- |
| Classic FM                           | Música clásica                       | GWR (now part of Global Radio)              |
| Classic Gold Rock                    | Música rock                          | NTL                                         |
| Club dance                           | Música de baile                      | TBA                                         |
| Plays, books and music               | Comedia, teatro y series             | TBA                                         |
| Rolling news service                 | Rolling news                         | ITN                                         |
| Soft AC                              | Música contemporánea femenina        | TBA                                         |
| Sports channel                       | Deportes en directo y comentarios    | Talk Radio UK                               |
| Talk Radio (now talkSPORT)           | Radio hablada                        | Talk Radio UK (now owned by Wireless Group) |
| Teen and chart hits                  | Música pop y dance                   | GWR (now part of Global Radio)              |
| Virgin Radio                         | Música rock complementaria           | SMG plc                                     |

Tras el cierre de PrimeTime Radio en 2006, se modificó la licencia original para permitir el lanzamiento de un nuevo servicio de jazz clásico y contemporáneo, theJazz, que se puso en marcha el 25 de diciembre de 2006, antes del 31 de diciembre de 2006, fecha límite fijada en la modificación de la licencia.
En abril de 2009, Global Radio, que había adquirido GCap Media -propietaria en parte de Digital One-, vendió su participación del 63% en el conjunto a Arqiva, convirtiéndola en la única propietaria y operadora del conjunto.
El 26 de julio de 2013, Digital One amplió sus emisiones a Irlanda del Norte. Anteriormente, solo había una frecuencia VHF Banda III asignada a Irlanda del Norte, que estaba asignada al conjunto comercial local. El bloque 11D estuvo disponible en 2013 tras la conversión a la televisión digital en el Reino Unido y la República de Irlanda.

### Conjuntos locales
La Autoridad de Radio (y posteriormente Ofcom) siguió concediendo licencias de conjuntos regionales a una serie de grupos radiofónicos. La publicidad de las licencias comenzó a partir de 1998, y las adjudicaciones de licencias se concedieron a partir del 10 de mayo de 1999, siendo el conjunto de Birmingham la primera licencia local concedida a CE Digital.A la adjudicación de la licencia del conjunto de Birmingham le siguieron las adjudicaciones de licencias en Manchester, Gran Londres, Glasgow y South Yorkshire, y posteriormente se concedieron más licencias.
En octubre de 2006, Ofcom anunció un calendario de localidades que obtendrían su propio conjunto DAB, cuando un conjunto local no ofrezca cobertura actualmente. Se pondrán a disposición tres bloques en la banda III de VHF. En mayo de 2007, Ofcom sustituyó la zona de licencia propuesta de York y Scarborough por una licencia que cubre todo el norte de Yorkshire, y las licencias de Guildford más Reigate y Crawley se fusionaron para cubrir Surrey.
Las zonas cubiertas son las siguientes:
| Área                                          | Fecha del anuncio | Bloque | Candidato ganador           | Nombre del conjunto                    |
| --------------------------------------------- | ----------------- | ------ | --------------------------- | -------------------------------------- |
| Hertfordshire, Bedfordshire y Buckinghamshire | Diciembre 2006    | 10D    | NOW Digital                 | NOW Home Counties                      |
| Derbyshire                                    | Enero 2007        | 10B    | NOW Digital (East Midlands) | NOW Derbyshire                         |
| Wrexham y Chester                             | Febrero 2007      | 10D    | MuxCo                       | MuxCo North East Wales & West Cheshire |
| Hereford y Worcestershire                     | Marzo 2007        | 10B    | MuxCo                       | MuxCo Hereford & Worcester             |
| Northamptonshire                              | Abril 2007        | 10C    | NOW Digital                 | NOW Northampton                        |
| Oxford                                        | Mayo 2007         | 10B    | NOW Digital                 | NOW Oxford                             |
| Gloucestershire                               | Julio 2007        | 10C    | MuxCo                       | MuxCo Gloucestershire                  |
| North Yorkshire                               | Junio 2007        | 12D    | MuxCo                       | MuxCo North Yorkshire                  |
| Mid y West Wales                              | Agosto 2007       | 12D    | MuxCo                       | MuxCo Mid and West Wales               |
| Surrey y Sussex Norte                         | Setiembre 2007    | 10C    | MuxCo                       | MuxCo Surrey and Northern Sussex       |
| Lincolnshire                                  | Octubre 2007      | 10D    | MuxCo                       | MuxCo Lincolnshire                     |

Como parte de la Ley de Economía Digital de 2010, que obtuvo la sanción real y se convirtió en ley el 8 de abril de 2010, algunos conjuntos DAB se reorganizarán y fusionarán. 2010, algunos conjuntos DAB se reorganizarán y fusionarán. Como resultado, los conjuntos locales esperaron tanto a que la ley entrara en vigor el 12 de junio de 2010 como a un informe sobre la planificación de la cobertura y las frecuencias DAB en todo el Reino Unido, cuya publicación final se hizo al Gobierno el 1 de mayo de 2012 antes de seguir adelante con los anuncios sobre el lanzamiento de conjuntos locales adicionales.
En 2019, se anunciaron algunas zonas adicionales no cubiertas por un conjunto local:
| Área                     | Fecha del anuncio | Bloque Candidato | Ganador                        | Nombre del conjunto |
| ------------------------ | ----------------- | ---------------- | ------------------------------ | ------------------- |
| Islas del Canal          | Abril 2019        | 12A (or 11C)     | Bailiwick Broadcasting Limited | TBA                 |
| Bahía de Morecambe       | Junio 2019        | 12D              | MuxCo Cumbria Limited          | TBA                 |
| Norte y oeste de Cumbria | Junio 2019        | 11B              | Bauer Digital Radio Limited    | TBA                 |
| Suroeste de Escocia      | Junio 2019        | 10D              | No hay solicitantes            | N/A                 |

Conjuntos regionales
La primera licencia regional que cubría una superficie mayor que un conjunto local se concedió el 6 de octubre de 2000 a Switch Digital para Escocia Central. Otras zonas que se concedieron y clasificaron como licencias regionales son:
| Región                             | Fecha de concesión | Licencia de operador    | Fecha de emisión | Fecha de cierre          |
| ---------------------------------- | ------------------ | ----------------------- | ---------------- | ------------------------ |
| Escocia Central                    | Switch Digital     | 6 de octubre de 2000    | Junio 2001       | N/A                      |
| Noreste de Inglaterra              | MXR Ltd            | 15 de diciembre de 2000 | Julio 2001       | 29 de julio de 2013      |
| Sur de Gales y estuario del Severn | MXR Ltd            | 23 de enero de 2001     | Julio 2001       | 29 de julio de 2013      |
| Midlands Occidentales              | MXR Ltd            | 9 de febrero de 2001    | Agosto 2001      | 27 de agosto de 2013     |
| Noroeste de Inglaterra             | MXR Ltd            | 9 de marzo de 2001      | Septiembre 2001  | 24 de septiembre de 2013 |
| Yorkshire                          | MXR Ltd            | 28 de noviembre de 2002 | Junio 2003       | 29 de junio de 2015      |

En marzo de 2009, Ofcom recomendó al Gobierno, en su informe Radio in Digital Britain, que los conjuntos regionales se convirtieran en un servicio regionalizado de ámbito nacional para llenar el vacío dejado por la retirada del Grupo 4Digital del segundo conjunto nacional. Ofcom citó que las regiones para el segundo conjunto nacional serían:
- East Midlands, East Anglia, Lincolnshire central y meridional;
- Londres, el sur de Inglaterra, el sudeste y las Midlands del sur;
- Irlanda del Norte;
- Noreste de Inglaterra y Cumbria;
- Noroeste de Inglaterra;
- Escocia;
- Midlands Occidentales;
- Gales;
- Oeste y suroeste de Inglaterra;
- Yorkshire, North Midlands y North Lincolnshire.

El 25 de septiembre de 2012, se anunció que los multiplex MXR cerrarían entre julio y septiembre de 2013 después de que los accionistas Global Radio & Arqiva decidieran no renovar las licencias. Digital Radio UK declaró que las frecuencias liberadas de los múltiplex regionales cerrados se reutilizarían para el despliegue de cobertura DAB local.

### Segundo conjunto nacional

#### Anuncio de la primera licencia
Ofcom anunció en 2005 que anunciaría el segundo conjunto digital nacional. Como consecuencia, GCap amenazó con llevar a Ofcom a los tribunales tras haber sido informada por la Autoridad de Radio de que no habría otro conjunto nacional. La acción judicial se retiró después de que Ofcom asegurara a GCap que ninguna de las emisoras del segundo conjunto competiría con las emisoras existentes en el conjunto Digital One.
El 1 de diciembre de 2006, Ofcom anunció una licencia para un segundo conjunto digital nacional con el fin de lanzar nuevos servicios de radio digital y multimedia en el bloque de frecuencias 11A (216,928 MHz). Las solicitudes debían presentarse a Ofcom antes del 28 de marzo de 2007.
El 29 de marzo de 2007, Ofcom anunció que había recibido dos solicitudes para el segundo conjunto digital nacional, del 4 Digital Group y de National Grid Wireless. Los canales de radio que componían ambas solicitudes son los siguientes:
| Grupo Digital 4   | Grupo Digital 4                            | Grupo Digital 4               |
| ----------------- | ------------------------------------------ | ----------------------------- |
| Channel 4 Radio   | Discurso                                   | Channel 4 Radio               |
| Closer            | Música y estilo de vida femeninos          | EMAP                          |
| Disney            | Radio infantil                             | The Walt Disney Company       |
| E4 Radio          | Música y entretenimiento juvenil           | Channel 4 Radio               |
| Original          | Música alternativa dirigida por álbumes    | CanWest Global Communications |
| Pure 4            | Música y discurso adulto                   | Channel 4 Radio               |
| Sky News Radio    | Noticias rodantes                          | British Sky Broadcasting      |
| Sunrise Radio     | Música asiática y programación comunitaria | Sunrise Radio Group           |
| talkRadio         | Radio hablada                              | UTV plc                       |
| Virgin Radio Viva | Emisora de música para mujeres jóvenes     | SMG plc                       |
| Podcast service   | Podcasts diversos                          | Various                       |

| Red nacional inalámbrica | Red nacional inalámbrica                  | Red nacional inalámbrica       |
| ------------------------ | ----------------------------------------- | ------------------------------ |
| BBC Asian Network        | Música y espectáculos asiáticos           | BBC                            |
| Canal 4 Radio Station 1  | TBA                                       | Canal 4 Radio                  |
| Canal 4 Radio Station 2  | TBA                                       | Canal 4 Radio                  |
| Colourful                | Noticias y radio comunitaria afrocaribeña | Colourful Media Limited        |
| Confidencial             | Emisora de radio para mayores de 50 años  | Confidencial                   |
| Confidencial             | Álbum para adultos                        | Confidencial                   |
| Confidencial             | Emisora asiática                          | Confidencial                   |
| Confidencial             | Canciones de amor                         | Confidencial                   |
| Confidencial             | Noticias itinerantes                      | Confidencial                   |
| Fun Radio                | Programación infantil (13 horas)          | Children's Radio UK Limited    |
| Premier Christian Radio  | Programación cristiana                    | London Christian Radio Limited |
| Radio Luxembourg         | Música alternativa e indie juvenil        | CLT/UFA                        |
| Radio Play               | Radio participativa interactiva (6 horas) | algo mas                       |

El 6 de julio de 2007, Ofcom concedió la licencia para el segundo conjunto nacional al 4 Digital Group, que debía lanzar sus servicios un año después de la concesión de la licencia. Sin embargo, el 10 de octubre de 2008, el 4 Digital Group retiró sus planes para la radio digital, incluido el lanzamiento del segundo múltiplex. Ofcom mantuvo conversaciones con los demás accionistas restantes del 4 Digital Group para ver si estaban dispuestos a continuar con el lanzamiento. En marzo de 2009, Ofcom recomendó al Gobierno que el segundo conjunto nacional se regionalizara, formado por los conjuntos regionales existentes.

#### Anuncio de la segunda licencia
El 1 de julio de 2014, Ofcom volvió a anunciar la segunda licencia de conjunto nacional en la frecuencia 11A para que los interesados presentaran sus solicitudes antes del 31 de octubre de 2014.El plazo se amplió hasta las 15:00 horas del 29 de enero de 2015.
El 29 de enero de 2015, se anunció que dos licitadores habían solicitado la licencia para gestionar el segundo conjunto nacional Listen2Digital, gestionado principalmente por Orion Media y Babcock International Group entre otrosy Sound Digital, gestionado por Arqiva, Bauer y UTV entre otros. El 27 de marzo, Sound Digital fue anunciado como el licitador ganador.
La lista de emisoras de radio propuestas presentadas a Ofcom era la siguiente:
| Listen2Digital          | Listen2Digital                         | Listen2Digital                   | Listen2Digital |
| ----------------------- | -------------------------------------- | -------------------------------- | -------------- |
| GEM                     | Femenino Adulto Contemporáneo          | Orion Media                      | DAB            |
| Fun Kids                | Niños                                  | Children's Radio UK              | DAB            |
| Sabras Radio            | Asiático Contemporáneo                 | Sabras Sound                     | DAB            |
| Panjab Radio            | Especialista asiática                  | Panjab Radio                     | DAB            |
| Share Radio             | Finanzas                               | Share Radio                      | DAB            |
| Premier Christian Radio | Cristiano (actualmente en Digital One) | Premier Christian Communications | DAB            |
| Premier Gospel          | Cristiano Gospel                       | Premier Christian Communications | DAB            |
| Nation Radio            | Adulto Masculino Contemporáneo         | Town & Country Broadcasting      | DAB            |
| The Wireless            | Viejitas                               | Age UK                           | DAB            |
| TBC                     | Radio deportiva                        | Confidencial                     | DAB            |
| TBC                     | Comida                                 | Confidencial                     | DAB            |
| TBC                     | Jazz                                   | Confidencial                     | DAB            |
| TBC                     | Rock moderno                           | Confidencial                     | DAB            |
| TBC                     | Éxitos contemporáneos                  | Confidencial                     | DAB            |
| RTÉ Radio 1             | Radiotelevisión pública irlandesa      | Raidió Teilifís Éireann          | DAB+           |
| Gaydio                  | LGBT                                   | Gaydio Digital                   | DAB+           |
| Chris Country           | Country                                | Chris Country Broadcasting       | DAB+           |
| Upload Radio            | Eventos especiales                     | Folder Media                     | DAB+           |

| Sonido Digital          | Sonido Digital                                | Sonido Digital                        | Sonido Digital |
| ----------------------- | --------------------------------------------- | ------------------------------------- | -------------- |
| talkRADIO               | Discurso                                      | UTV Radio                             | DAB            |
| talkSPORT 2             | Charla deportiva                              | UTV Radio                             | DAB            |
| talkBUSINESS            | Negocios                                      | UTV Radio                             | DAB            |
| Magic Mellow            | Música relajante                              | Bauer                                 | DAB            |
| KISSTORY                | "Baile Old Skool"                             | Bauer                                 | DAB            |
| heat radio              | Música pop                                    | Bauer                                 | DAB            |
| Absolute 80s            | Música de los 80 (actualmente en Digital One) | Bauer                                 | DAB            |
| Planet Rock             | Música Rock (actualmente en Digital One)      | Bauer                                 | DAB            |
| Virgin Radio            | Rock & Pop                                    | UTV Radio/Bauer                       | DAB            |
| Jazz FM                 | Jazz                                          | Jazz FM Investments Ltd               | DAB            |
| UCB Inspirational       | Cristiano                                     | United Christian Broadcasters Limited | DAB            |
| Premier Christian Radio | Cristiana (actualmente en Digital One)        | Premier Christian Communications      | DAB            |
| Sunrise Radio           | Música y discurso asiáticos                   | Sunrise Radio (London) Limited        | DAB            |
| British Muslim Radio    | Musulmán                                      | Asian Sound Radio Limited             | DAB            |
| TBC                     | TBC                                           | Confidential                          | DAB+           |

### DAB a pequeña escala

#### Ensayos
Tras la experimentación en el conjunto experimental de Brighton, Ofcom convocó un concurso de múltiplex DAB a pequeña escalapara emitir en todo el Reino Unido en diez múltiplex localizados durante un periodo de prueba de nueve meses, prorrogado posteriormente por dos años más y hasta diciembre de 2021.El objetivo de las pruebas era comprobar la viabilidad del uso de software libre y de código abierto (FOSS) con equipos de bajo costepara emitir desde un único transmisor, una única red de frecuencias o repetidores de canal para permitir a las emisoras de radio más pequeñas emitir de forma más rentable de lo que es posible actualmente en los múltiplex locales.
| Conjuntos de prueba     | Conjuntos de prueba     |
| Area                    | Operador                |
| Transmisor único        | Transmisor único        |
| ----------------------- | ----------------------- |
| Aldershot               | BFBS Aldershot          |
| Birmingham              | Switch Radio            |
| Brighton and Hove       | Brighton and Hove Radio |
| Bristol                 | Celador Radio           |
| Manchester              | Niocast Digital         |
| Norwich                 | Future Digital Norfolk  |
| Portsmouth              | Angel Radio             |
| Red de frecuencia única |                         |
| Glasgow                 | Brave Broadcasting      |
| London                  | U.DAB                   |
| Repetidor de canal      |                         |
| Cambridge               | UKRD                    |

En septiembre de 2016, Ofcom publicó su informe final sobre las experiencias y los resultados de las pruebas DAB a pequeña escala, considerándolas un éxito y técnicamente sólidas. Se extrajeron varias conclusiones sobre las pruebas:
El hardware y el software libre funcionaron bien, con pocos problemas técnicos. Los problemas detectados en relación con las redes de frecuencia única y la estabilidad y facilidad de uso del software se han identificado y, o bien se han solucionado, o bien se está trabajando en ellos;
Los operadores de multiplexores colaboran, comparten experiencias sobre el funcionamiento de los multiplexores de prueba e impulsan funciones DAB como pases de diapositivas y servicios DAB+ adicionales. Se han puesto en marcha 70 nuevos servicios en los diez múltiplex y posteriormente se ha lanzado un múltiplex de prueba y desarrollo inspirado en las pruebas;
Existe una demanda de despliegue de múltiplex DAB a pequeña escala en todo el Reino Unido que Ofcom considera "técnicamente posible y comercialmente sostenible".
Un futuro despliegue de múltiplex DAB a pequeña escala se llevaría a cabo con una serie de bloques de frecuencias DAB, sujeto a que los usuarios comerciales migren fuera de esas frecuencias y también sujeto a la aprobación parlamentaria a través del proyecto de ley de radiodifusión (servicios de múltiplex de radio) 2016-17, que obtuvo el asentimiento real el 27 de abril de 2017.Esto debería permitir al menos un múltiplex en la mayor parte del Reino Unido.

#### Despliegue permanente de DAB a pequeña escala
El despliegue de conjuntos DAB de pequeña escala comenzó el 1 de septiembre de 2020 en áreas con alta demanda de servicios y mayor beneficio para los servicios DAB de pequeña escala en la primera ronda y luego conjuntos dentro del noroeste de Inglaterra para la segunda ronda y un número adicional de conjuntos en cada ronda subsiguiente. Las solicitudes de posibles licenciatarios se publican durante aproximadamente dos meses antes de que se anuncien los candidatos un mes después. Las licencias se conceden dos meses después del anuncio de los solicitantes y se espera que los conjuntos empiecen a funcionar dieciocho meses después de la concesión de la licencia.
El primer múltiplex DAB permanente a pequeña escala se puso en marcha en Tynemouth y South Shields el 11 de diciembre de 2021. Las licencias de múltiplex DAB a pequeña escala se agrupan en rondas, cubriendo la primera los servicios de prueba ya establecidos y algunas grandes ciudades. Se esperaba que todas las zonas de la primera ronda estuvieran operativas en 2022. La segunda ronda abarcó el noroeste de Inglaterra, con adjudicación de licencias en mayo de 2022. La tercera ronda incluyó más ciudades grandes y la adjudicación de licencias se completó en noviembre de 2022. Las licencias de la cuarta ronda se anunciaron en julio de 2022. Las licencias de la ronda 5, que cubren Londres y el sureste de Inglaterra, se anunciaron a principios de 2023. 27 zonas para la ronda 6 se anunciaron en octubre de 2023.
En octubre de 2023, UK DAB Networks, uno de los operadores de los multiplex SSDAB, inició el procedimiento de liquidación voluntaria.

## Digital Radio UK
Digital Radio UK es una organización que representa los intereses de la industria de la radio digital, incluida la BBC, las empresas de radio comerciales y el operador de la red de transmisión, Arqiva. La organización también promueve el uso y la adopción de DAB en el Reino Unido y garantiza que se cumpla el plazo para la migración digital en 2015.Digital Radio UK se formó a partir del Digital Radio Delivery Group, que también absorbió la Digital Radio Development Bureau (DRDB) Parte de los planes de DRDB, y bajo Digital Radio UK todavía lo es, será promover la adopción de DAB a través de un sitio web para los consumidores, así como publicidad impresa y radiofónica.

### Sitios oficiales
- Radio digital en el Reino Unido
- Guía de canales digitales (radio y TV) en los satélites Astra

### Operadores de multiplexores nacionales y regionales
- Sitio web de Bauer Media UK
- Sitio web de Digital One
- Sitio web de MuxCo
- Sitio web de NOW Digital Archivado el 12 de junio de 2007 en la Wayback Machine
- Sitio web de Sound Digita Archivado el 3 de febrero de 2015 en la Wayback Machine

### Operadores de multiplex de pequeña escala
- Brave Broadcasting
- Future Digital Norfolk
- Sitio web de Niocast Digital
- Solent Wireless
- U.DAB

### Radio por Internet en el Reino Unido
- Radiofeeds - Base de datos de emisoras de radio por Internet del Reino Unido

### Otros sitios
- DAB Ensembles Worldwide (también conocido como "Wohnort", la parte principal del sitio es una lista de los servicios que transmiten actualmente, incluido el Reino Unido), wohnort.org Archivado el 4 de octubre de 2009 en la Wayback Machine
- Radio-now - Noticias e información sobre la radio digital en el Reino Unido
- LocalDAB - Servicios en los conjuntos DAB de prueba
- Bitrates de radio digital en el Reino Unido

- Datos: Q5276144